# Tokary (gromada w powiecie tureckim)
Tokary – dawna gromada, czyli najmniejsza jednostka podziału terytorialnego Polskiej Rzeczypospolitej Ludowej w latach 1954–1972.
Gromady, z gromadzkimi radami narodowymi (GRN) jako organami władzy najniższego stopnia na wsi, funkcjonowały od reformy reorganizującej administrację wiejską przeprowadzonej jesienią 1954 do momentu ich zniesienia z dniem 1 stycznia 1973, tym samym wypierając organizację gminną w latach 1954–1972.
Gromadę Tokary siedzibą GRN w Tokarach (obecnie są to dwie wsie – Tokary Pierwsze i Tokary Drugie) utworzono – jako jedną z 8759 gromad na obszarze Polski – w powiecie tureckim w woj. poznańskim, na mocy uchwały nr 39/54 WRN w Poznaniu z dnia 5 października 1954. W skład jednostki weszły obszary dotychczasowych gromad Milejów, Tokary I, Tokary II i Żdżary ze zniesionej gminy Kowale Pańskie oraz obszary dotychczasowych gromad Głuchów i Okręglica ze zniesionej gminy Goszczanów w tymże powiecie. Dla gromady ustalono 18 członków gromadzkiej rady narodowej.
1 stycznia 1960 do gromady Tokary włączono miejscowości Będziechów A i C, Będziechów Nr 1, Byk, Luby-Górka, Luby Górka Nr 1–11 i Stanisława ze zniesionej gromady Skarżyn w tymże powiecie.
31 grudnia 1971 do gromady Tokary włączono miejscowość Chocim ze zniesionej gromady Ziemięcin w tymże powiecie.
1 stycznia 1972 do gromady Tokary włączono część wsi Lipicze Olendry (125 ha) z gromady Goszczanów w tymże powiecie.
Gromada przetrwała do końca 1972 roku, czyli do kolejnej reformy gminnej.